# Stéphane Delfosse
Stéphane Delfosse (30 september 1967) is een Belgisch politicus voor de MR.

## Levensloop
Delfosse werd beroepshalve politieagent. In 2004 raakte hij zwaar verbrand bij de gasexplosie van Gellingen.
Van 2012 tot 2014 was hij voor de MR gemeenteraadslid van Aat, maar Delfosse nam ontslag om gezondheidsredenen. Sinds 2019 is hij er OCMW-raadslid.
Van december 2018 tot mei 2019 was hij lid van het Waals Parlement en het Parlement van de Franse Gemeenschap als opvolger van Philippe Bracaval. Bij de verkiezingen van 2019 werd hij niet herkozen.